# Хиона (дочь Борея)
Хиона (др.-греч. Χιόνη) — персонаж древнегреческой мифологии. Дочь бога ветра Борея и афинской царевны Орифии. Жила во Фракии. Хиона сошлась с Посейдоном и родила Евмолпа. Богиня снега.